# KTSスーパータイム NEWS&SPORTS
『KTSスーパータイム NEWS&SPORTS』（ケイティーエス・スーパータイム・ニュース・アンド・スポーツ）は、1985年4月1日から1997年3月30日までに12年間、鹿児島テレビで夕方に生放送されていた鹿児島県向けのローカルワイドニュース番組（フジテレビ発『FNNスーパータイム』の鹿児島県ローカル扱い）。正式タイトルは『FNN KTSスーパータイム NEWS&SPORTS』。

## 概要
- 『KTSテレビ夕刊』と『NNN6:30きょうのニュース』の後番組としてスタートした。

- 鹿児島テレビが本番組を開始したことにより、以後FNN夕方のニュース番組はFNNに加盟するすべての局でネットされるようになった。

- 番組開始当時CXの『スーパータイム』と同じタイトルを使用したローカルニュースは鹿児島テレビ以外では、テレビ西日本（『TNCスーパータイム NEWS&SPORTS』）、テレビ愛媛（『スーパータイムEBC600』）、テレビ静岡（『テレビ静岡スーパータイム』）と合わせて4局しかなかった。

## 放送時間
いずれも日本標準時 (JST) 。

### 平日
- 月曜日 - 金曜日 18:00 - 19:00（1985年4月1日 - 1997年3月28日）

### 土曜日
- 土曜日 18:00 - 18:30（1985年4月6日 - 1997年3月29日）

### 日曜日
- 日曜日 17:30 - 18:00（1985年4月7日 - 1997年3月30日）

## 歴代ニュースキャスター
- 小澤一彦（1985年4月 - 1988年9月）
- 川辺ゆかり - 前番組の『KTSテレビ夕刊』から続投。
- 溝口典子
- 山本慎一（1988年10月 - 1997年3月） - 山本はこの後の『KTSニュース ザ・ヒューマン』や『KTSスーパーニュース』にも引き続き出演し、2011年3月25日に降板するまで23年にわたって鹿児島テレビ夕方のニュース番組に出演し続けた。
- 古井千佳夫
- 青木隆子
- 池田昭代
- 中村朋美（1995年10月 - 1997年3月）
- ほか